# Elatron
Elatron is een geslacht van kevers uit de familie  
kniptorren (Elateridae).
Het geslacht is voor het eerst wetenschappelijk beschreven in 1961 door Iablokov-Khnzorian.

## Soorten
Het geslacht omvat de volgende soort:
- Elatron semenovi Iablokov-Khnzorian, 1961